# Movimiento Independiente Pinochetista
Movimiento Independiente Pinochetista (MIP) fue una agrupación política chilena existente a fines de los años 1980, que reunía a independientes que adherían a la dictadura militar encabezado por Augusto Pinochet.

## Historia
El MIP fue fundado el 19 de abril de 1987 por Abraham Abrilot, definiendo a la agrupación como nacionalista y de apoyo exclusivo a la figura de Augusto Pinochet. Su símbolo consistía en un pedestal que contenía de forma horizontal el mapa de Chile, y sobre él el escudo nacional. Se definía no como una colectividad política, sino como «un organismo de independientes y apolíticos» que aspiraba a «unir a la gran masa de chilenos» no afiliada a ideología alguna.
Entre las acciones que realizó el MIP durante su existencia fue la instalación de lienzos de apoyo a Pinochet en el frontis de su sede —lo que generó la aplicación de multas por parte de la Municipalidad de Santiago—- y protestas durante eventos de partidos y agrupaciones políticas opositoras a la dictadura militar. A fines de 1987 conformó el Gran Frente de Chile (GFCh) junto a otras organizaciones que apoyaban a Pinochet, como Acción Gremialista y los Comités de Acción Cívica.
A fines de marzo de 1988 fue destituida la directiva del movimiento encabezada por Abrilot, la cual fue acusada de «falta de capacidad para el ejercicio del cargo de presidente y arbitrariedad en la toma de decisiones», tras lo cual la presidencia fue asumida por Ricardo Valenzuela. El 3 de junio de ese mismo año anunciaron la creación del «Departamento Femenino Lucía Hiriart de Pinochet», que agruparía a las mujeres adherentes del MIP.
En la antesala del plebiscito del 5 de octubre de 1988, el MIP llamó a votar «Sí», habiendo señalado anteriormente que llamaría a votar «No» en el caso de que el candidato nominado no fuese Pinochet. Luego del triunfo del «No», el MIP entró en una etapa de bajo perfil que llevaría posteriormente a su disolución.